# Charantonnay
Charantonnay ist eine französische Gemeinde mit 1.993 Einwohnern (Stand: 1. Januar 2022) im Département Isère in der Region Auvergne-Rhône-Alpes; sie gehört zum Arrondissement Vienne und zum Kanton La Verpillière. Die Einwohner werden Charantonnois und Charantonnoises genannt.

## Geografie
Die Gemeinde Charantonnay liegt 21 Kilometer östlich von Vienne. Umgeben wird Charantonnay von den Nachbargemeinden Saint-Georges-d’Espéranche im Nordwesten und Norden, Roche im Nordosten, Artas im Osten, Saint-Jean-de-Bournay im Südosten, Royas im Süden sowie Beauvoir-de-Marc im Südwesten und Westen. Am westlichen Rand der Gemeinde verläuft die Eisenbahn-Hochgeschwindigkeitsstrecke LGV Rhône-Alpes.

## Weblinks

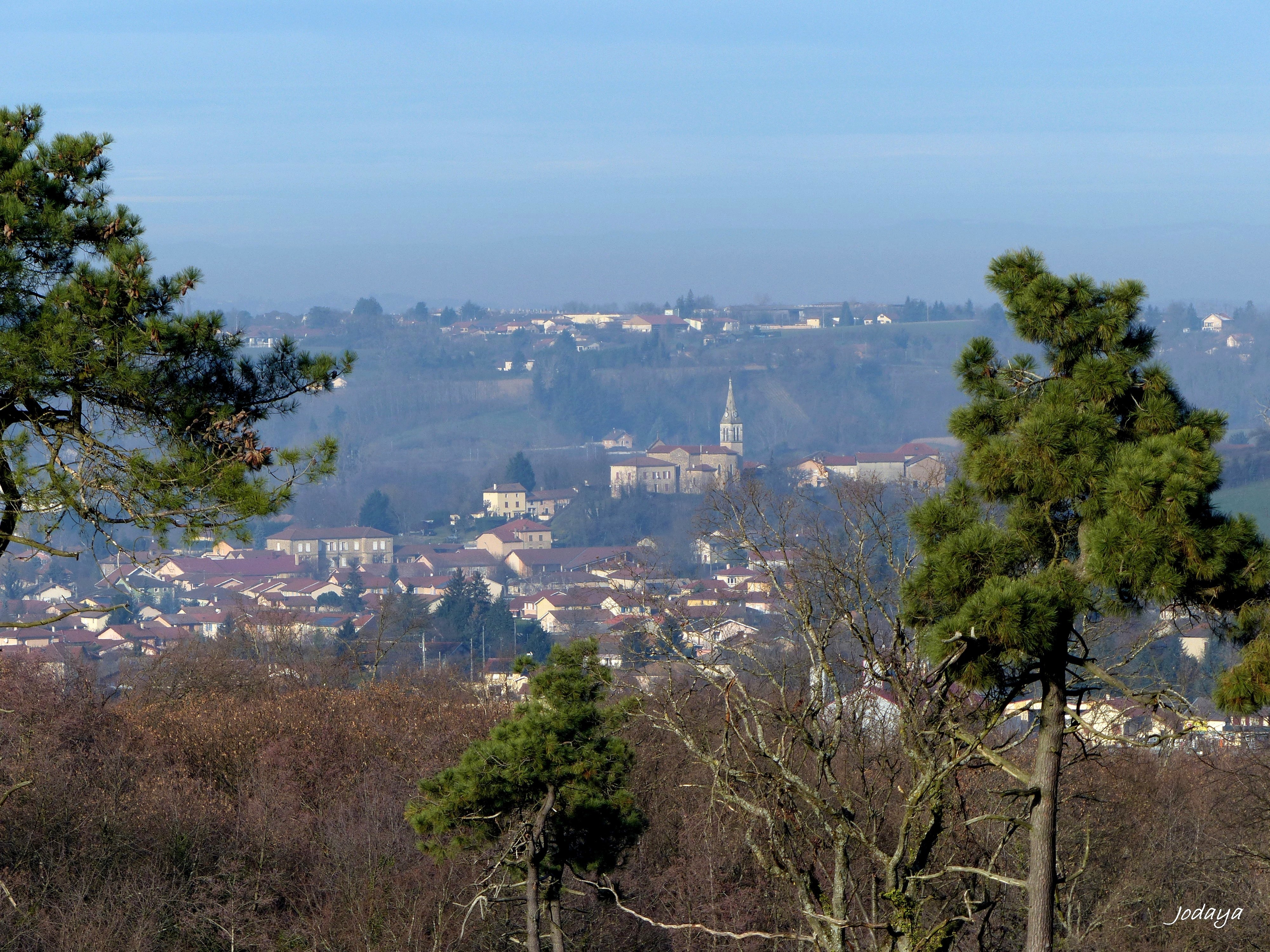
Blick auf Charantonnay

## Bevölkerungsentwicklung
| Jahr                       | 1962 | 1968 | 1975 | 1982 | 1990 | 1999 | 2009 | 2021 |
| -------------------------- | ---- | ---- | ---- | ---- | ---- | ---- | ---- | ---- |
| Einwohner                  | 446  | 447  | 557  | 881  | 1411 | 1555 | 1876 | 1991 |
| Quellen: Cassini und INSEE |      |      |      |      |      |      |      |      |

## Sehenswürdigkeiten
- Pfarrkirche Saint-Roch